# Qualidade ambiental
Qualidade ambiental é um conjunto de propriedades e características do ambiente, generalizada ou local, uma vez que afeta tanto o ser humano como outros organismos desse ambiente. Refere-se a características que dizem respeito tanto ao ambiente natural como o ambiente construído, como a qualidade do ar e qualidade da água ou do nível geral de poluição, características essas que podem ser prejudiciais ao ser humano, direta ou indiretamente.

## RQMA
O Relatório de Qualidade do Meio Ambiente (RQMA) é um documento de publicação periódica, previsto pela Política Nacional do Meio Ambiente, que visa apresentar o panorama do estado da qualidade ambiental no Brasil.
Este relatório sintetiza, sistematiza e analisa informações ambientais para a gestão dos recursos naturais e conservação dos ecossistemas em nosso país. O público-alvo são os gestores de meio ambiente federais, estaduais e municipais, atores privados de educação e pesquisa, organismos internacionais, organizações não governamentais, meios de comunicação e o público em geral.
Assim, a proposta de elaboração do RQMA pelo Ibama consiste na fundamentação legal deste mandato institucional, da definição de uma metodologia e da proposição de estratégias e de ações conjuntas para o cumprimento dos objetivos propostos.

## Fiscalização ambiental
A fiscalização ambiental consiste no dever que o Poder Público tem de fiscalizar as condutas daqueles que se apresentem como potenciais ou efetivos poluidores e utilizadores dos recursos naturais, de forma a garantir a preservação do meio ambiente para a coletividade. As atribuições de polícia ambiental foram concedidas ao Ibama pela Lei nº 7.735, de 22 de fevereiro de 1989. A mesma é necessária para reprimir e prevenir a ocorrência de condutas lesivas ao meio ambiente. Ao punir aqueles que causam danos ambientais, a fiscalização ambiental promove a dissuasão. A aplicação de multas, apreensões, embargos, interdições, entre outras medidas, tem o objetivo de impedir o dano ambiental, punir infratores e evitar futuras infrações ambientais, buscando induzir a mudança do comportamento das pessoas por meio da coerção e do uso de sanções, pecuniárias e não-pecuniárias, para induzirem o comportamento social de conformidade com a legislação e de dissuasão na prática de danos ambientais.
O Ibama é competente para lavrar auto de infração ambiental e instaurar o processo administrativo de apuração da infração na esfera federal, conforme a Lei de Crimes Ambientais, Lei nº 9.605, de 12 de fevereiro de 1998. No entanto, para garantir a ampla defesa do meio ambiente, a competência de fiscalização ambiental é compartilhada com os demais entes da federação: estados, municípios e distrito federal, integrantes do Sistema Nacional do Meio Ambiente (Sisnama).

## Áreas de fiscalização ambiental federal
- Fiscalização ambiental de atividades poluentes e contaminantes: prevê ações relacionadas à poluição do ar, da água e do solo, resíduos sólidos e agrotóxicos, dentre outras.[3]
- Fiscalização ambiental de empreendimentos e atividades licenciadas: apuração de infrações administrativas contra o meio ambiente relacionadas a empreendimentos e atividades licenciadas pelo Ibama, buscando garantir o correto processo de gestão do uso dos recursos naturais.[3]
- Fiscalização ambiental da fauna: objetiva a proteção das espécies como um todo. O Ibama fiscaliza as atividades comerciais que envolvem criação, venda e exposição dos animais da fauna , além de atuar contra a caça e maus-tratos.[3]
- Fiscalização ambiental da flora: tem a finalidade de proteger e monitorar as espécies da flora nativa brasileira, atuando no combate, por exemplo, da exploração florestal ilegal.[3]
- Fiscalização ambiental de organismos geneticamente modificados (OGM): engloba a fiscalização sobre a construção, o cultivo, a produção, a manipulação, o transporte, a transferência, a importação, a exportação, o armazenamento, a pesquisa, a comercialização, o consumo, a liberação no meio ambiente e o descarte dos OGM.[3]
- Fiscalização ambiental do patrimônio genético: realiza a fiscalização do uso das informações de origem genética da biodiversidade brasileira que possui finalidade científica e consequente desenvolvimento tecnológico.[3]
- Fiscalização ambiental da pesca: objetiva combater as infrações ambientais relacionadas às atividades pesqueiras, tais como explotação e exploração, cultivo, conservação, processamento, transporte e comercialização de animais e vegetais hidróbios.[3]

## Mecanismos para controle da qualidade ambiental
- Controle de resíduos: o Ibama atua na conscientização da população à respeito da produção de resíduos por meio da educação ambiental e, em consonância, orienta, controla e fiscaliza as atividades empresariais.[4]
- Importação/ exportação e trânsito de resíduos: A Convenção de Basileia sobre o Controle de Movimentos Transfronteiriços de Resíduos Perigosos e seu Depósito, foi concluída em Basileia, Suíça, em 22 de março de 1989. Ela define os resíduos considerados perigosos e aqueles passíveis de controle e reconhece, ainda, o direito soberano de qualquer país definir requisitos para a entrada e destinação, em seu território, de outros resíduos considerados ou definidos como perigosos em sua legislação nacional. Observação: no Brasil a importação de resíduos perigosos é proibida pela Política Nacional de Resíduos Sólidos.[5]
- Banco de dados nacional sobre as áreas contaminadas (BDNAC): instituído pela Resolução Conama n.º 420, de 28 de dezembro de 2009 prevê levantamento de dados e especificidades a respeito das áreas contaminadas no Brasil.[4]
- Destinação de óleos lubrificantes usados ou contaminados: A partir da Resolução Conama nº 362/2005, ficam proibidos quaisquer descartes de óleos usados ou contaminados em solos, subsolos, nas águas interiores, no mar territorial, na zona econômica exclusiva e nos sistemas de esgoto ou evacuação de águas residuais. A combustão ou a incineração de óleo lubrificante usado ou contaminado não são consideradas formas de reciclagem ou de destinação adequada. Os produtores e importadores são obrigados a coletar todo o óleo disponível ou garantir o custeio de toda a coleta de óleo lubrificante usado ou contaminado efetivamente realizada, na proporção do óleo que colocarem no mercado conforme metas progressivas intermediárias e finais a serem estabelecidas pelos Ministérios de Meio Ambiente e de Minas e Energia em ato normativo conjunto, mesmo que superado o percentual mínimo fixado.[6]
- Destinação de pilhas e baterias: importadores de pilhas e baterias devem prestar declaração anual sobre as atividades desenvolvidas, bem como seus planejamentos.[7]
- Pneumáticos inservíveis: fabricantes, importadores e destinadores de pneumáticos inservíveis devem prestar declaração trimestral sobre as atividades desenvolvidas.[4]
- Mercúrio metálico: por meio de uma tratado denominado Convenção de Minamata sobre Mercúrio estabeleceu-se acordo quanto ao objetivo de redução e/ou proibição da utilização de mercúrio metálico que é considerado resíduo perigoso por sua característica tóxica e bio acumulativa.[8]
- Programa silêncio: O Programa Nacional de Educação e Controle da Poluição Sonora  (Programa Silêncio) foi instituído pela Resolução Conama nº 02, de 08/03/1990, considerando a necessidade de estabelecer normas, métodos e ações para controlar o ruído excessivo que interfere na saúde e bem estar da população.[4]
- Programa de emissões veiculares: Com o objetivo de reduzir e controlar a contaminação atmosférica e a emissão de ruído por fontes móveis (veículos automotores) o Conselho Nacional do Meio Ambiente - CONAMA criou os Programas de Controle da Poluição do Ar por Veículos Automotores: PROCONVE (automóveis, caminhões, ônibus e máquinas rodoviárias e agrícolas) e PROMOT (motocicletas e similares) fixando prazos, limites máximos de emissão e estabelecendo exigências tecnológicas para veículos automotores, nacionais e importados.[4]

## Denúncias
O Ibama possui uma ouvidora denominada "Linha Verde" que recebe denúncias através da central de atendimento de número de telefone 0800 61 8080, na qual a ligação é gratuita.